# Pflegezulage
Die Pflegezulage ist in Deutschland eine Leistung des sozialen Entschädigungsrechts und in § 35 BVG geregelt. Sie soll die Versorgung pflegebedürftig gewordener Beschädigter sicherstellen und entspricht größtenteils den Leistungen der gesetzlichen Pflegeversicherung bzw. der Hilfe zur Pflege im Rahmen der Sozialhilfe. 

## Voraussetzungen
Voraussetzung für die Pflegezulage ist, dass der Beschädigte durch die Schädigung hilflos im Sinne des § 33b Abs. 6 EStG geworden ist; dies entspricht den Kriterien für die Erteilung des Merkzeichens H im Schwerbehindertenausweis. Ist durch die Schädigung ein Hirnschaden entstanden und hat der Beschädigte einen Grad der Schädigungsfolgen von 100, besteht Anspruch auf Pflegezulage, auch wenn der Beschädigte nicht hilflos ist. Das Gleiche gilt für Blinde, zusätzlich sind diese mindestens in die Stufe III einzuordnen.

## Höhe
In der Regel wird Pflegezulage in Höhe der Stufe I geleistet, dies entspricht einem Betrag 293 Euro. Ist aufgrund der besonderen Schwere der Schädigung eine dauernde Versorgung oder außergewöhnliche Pflege erforderlich, wird der Beschädigte stattdessen in die Stufen II bis VI eingestuft, je nach Schwere der Schädigung. Die Kriterien richten sich nach der Versorgungsmedizin-Verordnung.
Beschäftigt der Beschädigte eine Pflegeperson, werden die angemessenen Kosten übernommen. Ist aufgrund der Schwere der Beschädigung eine Heimpflege erforderlich, werden die Heimkosten in voller Höhe übernommen, hierzu werden alle Versorgungsansprüche angerechnet bis auf einen Selbstbehalt, der in der Höhe der Grundrente bei einem GdS von 100 entspricht.
Pflegezulage wird nicht geleistet, wenn der Geschädigte stationär untergebracht ist, ein bereits entstehender Anspruch läuft bei stationärer Unterbringung nach einem Monat (Stufen I-II) oder zwölf Monaten (Stufen III-VI) aus.